# كيفين فاخاردو
كيفين فاخاردو (بالإسبانية: Kevin Fajardo)‏ (5 سبتمبر 1989 في كوستاريكا - ) هو مدرب كرة قدم ولاعب كرة قدم كوستاريكي في مركز الدفاع. شارك مع منتخب كوستاريكا لكرة القدم. أما مع النوادي، فقد لعب مع نادي كارتاهينيس وسانتوس دي جوابيلز ‏.

## روابط خارجية
- كيفين فاخاردو على موقع قاعدة بيانات كرة القدم.إي يو (الإنجليزية)
- كيفين فاخاردو على موقع ناشيونال فوتبول تيمز (الإنجليزية)
- كيفين فاخاردو على موقع Soccerway.com (الإنجليزية)